# Castell de Begur
Castell de Begur és un monument del municipi de Begur (Baix Empordà) declarat bé cultural d'interès nacional.

## Descripció
Les restes del castell estan situades a dalt d'un promontori que domina la vila de Begur i ofereix unes excel·lents vistes cap a la costa.
La fortalesa fou bastida damunt la roca i té força sencer el basament de la torre mestra, rodona i atalussada. Hi ha altres restes de murs i basaments, que formen encara un conjunt evocador.

## Història
Castell termenat situat en un penyal sobre el poble, on s'ubicava l'antic poblat d'origen preromà. Documentat el 1019, el primer senyor feudal que es coneix fou Arnust de Begur. L'any 1055, consta que tenia el castell en feu Artal Guadall. A mitjans del segle xi va passar a mans de la comtessa Ermessenda, que en 1057 el va vendre als comtes de Barcelona Ramon Berenguer I i Almodis (que el van infeudar a diferents famílies al llarg dels segles). El mateix any 1057, la comtessa Ermessenda prestava fidelitat a Ramon Berenguer I sobre els drets d'aquest de diversos castells, termes i pertinences; entre els quals «ipso castro quod dicunt Begur». Entre el 1057 i el 1059 consta que jurà fidelitat a la comtessa Almodis pel castell de Begur el senescal Amat Elderic, conseller i almoiner de la comtessa Ermessenda. L'any 1062 apareix per primer cop el llinatge de Peratallada en un conveni que afectava el castell de Begur entre el comte i Dalmau Bernat de Peratallada. Aquest llinatge es convertí més tard en Cruïlles-Peratallada.
Durant els segles XII al XIV s'esmenta un llinatge de nom Begur que podria pertànyer a castlans del castell, feudataris dels Peratallada. Per exemple, en el fogatjament de 1358, consta Blanca de Begur amb 51 focs que tenia del castell de Begur. L'any 1309, el rei Jaume II donà el poble de Begur a Bernat de Cruïlles amb el títol de baró de Begur. La baronia incloïa Esclanyà amb el seu castell i Regencós. L'any 1360, el rei Pere el Cerimoniós, que necessitava diners per afrontar la guerra de Castella, vengué a Gilabert de Cruïlles les jurisdiccions criminals alta i baixa i el mer i mixt imperi del castell de Begur, amb Esclanyà i Regencós, a més d'altres llocs i castells. Segons el «Llibre verd» de la seu de Girona (1362), el delme del corall i del peix del mar del terme del castell es dividia a parts iguals entre Gilabert de Cruïlles i el seu feudatari. Segons el fogatjament de 1365-70, els castells de Begur, Esclanyà i Regencós pertanyien a Gilabert de Cruïlles.
En el segle xv Begur aconseguí la redempció feudal amb la designació de carrer de Barcelona. Aquest mateix segle el castell es va haver de reconstruir, després que va quedar molt malmès durant la guerra contra Joan II quan, l'any 1468, les tropes franceses ocuparen el castell de Begur i Joan d'Anjou, duc de Lorena, n'ordenà la demolició. El 1604 la vila comprà la resta de drets corresponents al castell al baró Carles de Viladomat i de Cruïlles, obtenint la seva llibertat jurisdiccional. (els Cruïlles s'intitularen, però, barons de Begur fins a mitjan segle xviii)
Any 1694. Després de la batalla del Ter en la Guerra dels Nou Anys, el  duc de Noailles el fa destruir expressament, per la seva situació estratègica.
El 1810, durant la Guerra del Francès, els soldats anglesos van recuperar el castell als francesos i l'almirall Doyle el feu volar. De la importància estratègica que es donava al lloc n'és una prova el fet que fou encunyada una medalla commemorativa de la presa de Begur.
A principis del segle XX es construïren el camí d'accés, el mirador -anomenat el balcó de l'Empordà- i els merlets esglaonats que caracteritzen actualment el conjunt.

## Arquitectura
Era un veritable castell roquer, al cim del puig cònic que és encinglerat pels costats de migdia i de ponent. A l'entorn de l'esplanada superior hi ha alguns vestigis d'edificació, pertanyents a la fortalesa, malgrat les successives destruccions que ha sofert.
El vestigi més notable és una torre situada al nord-est, que es manté en una alçada d'uns 5 m pel fet d'estar assentada en un punt força més alt que el planell superior a nivell del qual fou arranada. És una torre cilíndrica amb el basament atalussat. Al seu costat resten adossats, ja en el planell, una part de tres murs d'una petita estança rectangular. Hi ha l'inici d'una volta que ha conservat empremtes d'encanyissat. Al sector del nord-oest hi ha vestigis d'una cisterna de planta rectangular, tres dels murs de la qual es drecen al caire de la penya que té la roca tallada artificialment per donar-li verticalitat. S'observa també l'inici d'una volta; a l'interior es manté l'enguixat de color vermellós. No es veuen altres restes significatives, només vestigis de fonaments i algun fragment de mur, caigut pel vessant de tramuntana.
És pràcticament impossible apuntar una datació per a aquestes ruïnes. La torre cilíndrica, pel seu aparell irregular de pedres petites barrejades amb trossos de terrissa, sembla d'època tardana, baix-medieval o encara força posterior. Les altres restes de construcció -l'estança amb volta i cisterna- presenten uns aparells força homogenis, fets amb lloses de mides, en general, petites, només desbastades que tendeixen a una disposició regular, són lligades amb morter. No és impossible que aquests paraments siguin obra dels segles XI o XII.